# 753
753 (DCCLIII) fue un año común comenzado en lunes del calendario juliano, en vigor en aquella fecha.

## Acontecimientos
- Sínodo de Constantinopla, convocado por el emperador Constantino V.
- Los árabes conquistan Samarcanda.
- Fundación de Ladoga.
- El monje chino Jianzhen finalmente llega a Japón y se inicia la propagación del budismo en el país.
- Batalla sin resultados claros entre Cuthred de Wessex y el reino britano de Cornualles.

## Fallecimientos
- Grifo, hijo ilegítimo de Carlos Martel.